# Ilias Picta

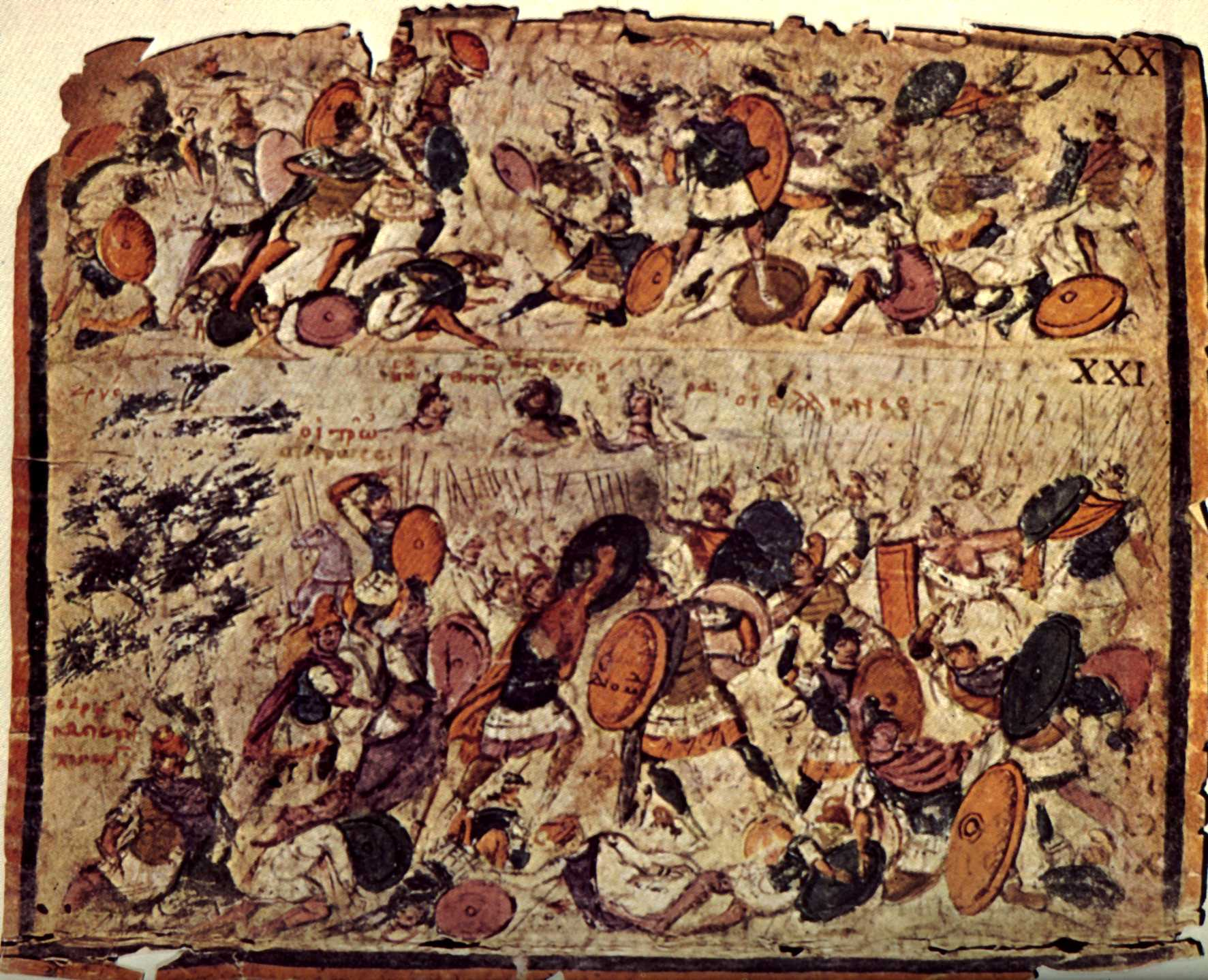
Ilias Picta, bild 20

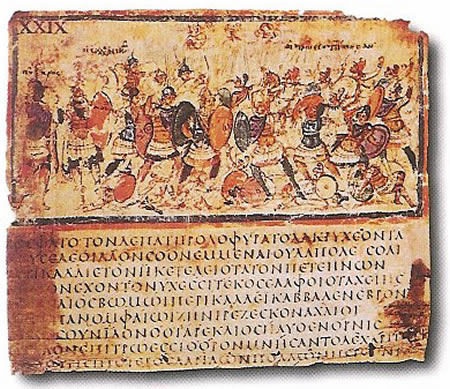
Ilias picta, bild 39

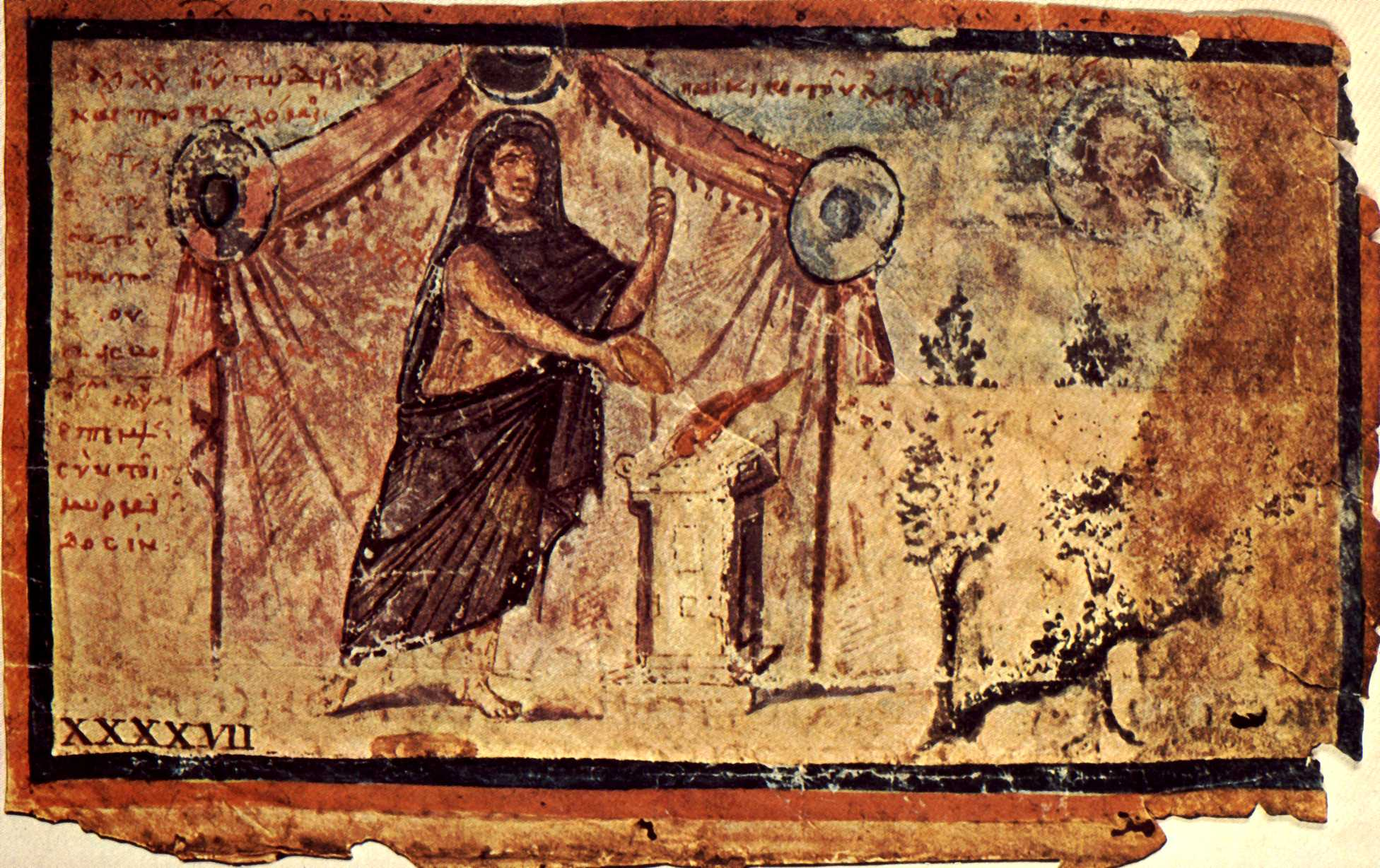
Ilias Picta, bild 47

Ilias Picta (Den illustrerade Iliaden), ofta även Ilias Ambrosiana (Den Ambrosianska Iliaden)   är den enda bevarade illustrerade versionen från Antiken av Homeros epos "Iliaden". Verket är från 500-talet och förvaras idag på Ambrosianska biblioteket.

## Boken
Ilias Picta är en samling om 51 illustrerade pergamentfragment med sammanlagd 58 bilder  om handlingen i Iliaden. Texten är skriven på klassisk grekiska .
Bilderna visar stor variation i sin sammansättning och stilistiska skillnader från enkla scener till komplexa scener. Detta antyder att boken skapats under en längre tid och troligen av flera konstnärer  .
Bokens arkivnummer i Ambrosianska biblioteket är F 205 inf .
Ilias Picta är tillsammans med Codex Vaticanus och Vergilius Romanus de enda bevarade exemplaren av illustrerade manuskript från antiken.

## Historia
Ilias Picta skapades troligen i Alexandria  eller i Konstantinopel mellan åren 493 till 508 . Tidsramen baseras på italienske konsthistorikern Ranuccio Bianchi Bandinelli och bygger bland annat på avsaknaden av grön färg i bilderna vilken var den tidens dominerande färg i övrig konst.
I slutet av 1500-talet kom boken i italienske samlaren Gian Vincenzo Pinelli ägo. Efter dennes död 1601 köpte kardinal Federico Borromeo år 1608 hela Pinellis samling om cirka 8.500 böcker till Ambrosianska biblioteket  .
År 1811 återupptäcktes boken i bibliotekets arkiv och man upptäckte då text bakom vissa bilder. Man beslöt då att utföra en systematisk undersökning av hela boken och detta uppdrag anförtroddes kardinal Angelo Mai . Det framkom då att texten var skolier till Iliaden skrivna i Majuskelskrift som liknade romersk Uncialskrift till skillnad från bildtexterna.
2008 visades boken i sin helhet under en utställning under sommaren .